# Masakuni Yamamoto
Masakuni Yamamoto (Prefectura de Shizuoka, Japó, 4 d'abril de 1958) és un exfutbolista japonès.

## Selecció japonesa
Masakuni Yamamoto va disputar 4 partits amb la selecció japonesa.